# Pretty Boy Floyd

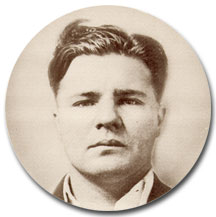
Pretty Boy Floyd

Charles Arthur "Pretty Boy" Floyd, född 3 februari 1904 i Adairsville, Georgia, död 22 oktober 1934 i East Liverpool, Ohio, var en amerikansk bankrånare och anklagad, men inte bevisad, mördare. Genom pressen charmerades delar av allmänheten av Floyd, och folksångaren Woody Guthrie skrev låten The Ballad of Pretty Boy Floyd.

## Uppväxt
Floyd växte först upp på landet i Bartow County i norra Georgia, bland annat i Adairsville där familjen bodde tills han var tio år gammal. Därefter flyttade de till en lantgård i Oklahoma. Familjen hade aldrig mycket pengar.
När han var 17 år gammal gifte han sig med Wilma Hargrove (även känd som Ruby). Legenden säger att han begick sitt första brott då han slog ner en vicesheriff som hade varit oförskämd mot Wilma men samtida källor säger att Floyd behövde ett sätt att få mat för dagen. Han var en lång och muskulös lantarbetare från Oklahoma som en dag beslöt sig för att lägga grepen på hyllan och bli bankrånare i stället.
Tidskriften TIME skrev 1922 att ett rån på summan 350 dollar i encentmynt på ett lokalt postkontor var hans första kända brott. Tre år senare rånade han en lönetransport i St. Louis, Missouri och för det rånet fick han fängelse i tre år. När han frigavs sade han att han aldrig mer skulle se ett fängelse från insidan. Det gick dock inte som han hade tänkt sig. Han kom i kontakt med mer etablerade brottslingar i Kansas Citys undre värld och under de kommande åren begick han en serie bankrån. Det var under den perioden som han fick öknamnet Pretty Boy. Liksom Baby Face Nelson så hatade Floyd sitt öknamn.

## Arresterad
Deras brottsvåg fick att abrupt slut i Sylvania i Ohio då de fångades mitt i ett bankrån och Floyd dömdes till 15 års fängelse. På vägen till fängelset rymde han och byggde åter upp sin liga. Under de följande åren anklagades han för en lång rad av bankrån och han benämndes av FBI som statlig fiende. Legenden säger att han inte var ansvarig för alla dessa brott, utan att han anklagades även för brott som andra hade begått. Woody Guthrie skrev att alla brott i Oklahoma tillskrevs hans namn. På grund av det är det möjligt att Floyd och andra kriminella blev mer aktiv då han skulle anklagas oavsett om han var skyldig eller inte.
Mellan brotten gömde sig Floyd i städer nära den han hade växt upp i och där han skyddades av den lokala befolkningen. Legenden säger att de gjorde det på grund av hans generositet och deras hat mot bankerna som hade fått många jordbruk att avvecklas. Den samtida pressen hävdade dock att han köpte deras tystnad.
Med sin partner, George Birdwell, rånade Floyd banker i Earlsboro, Konawa, Maud, Morris, Shamrock, Tahlequah och den 12 december 1931 rånade de två banker på samma dag i Castle och Paden i Oklahoma. Bankernas försäkringspremier fördubblades och Oklahomas guvernör utfäste en belöning på 56 000 dollar på Floyds huvud.
Han anklgades även för massakern i Kansas City, en skottlossning som slutade med fem döda 1933. Han förnekade att han hade varit där men myndigheterna och pressen var säkra på att han var involverad.

## Död
Efter att flera gånger ha lyckats fly undan FBI:s bakhåll, dödades han den 22 oktober 1934 när FBI-agenter sköt honom nära East Liverpool i Ohio. Liksom många aspekter av Floyds liv så tvistas det även om omständigheterna omkring hans död. Enligt FBI förbannade Floyd sina banemän ända in till slutet. Chester Smith, prickskytten som sköt honom, hävdade i en intervju 1984 att efter att han hade skadeskjutit Floyd, så ställde Melvin Purvis några korta frågor till Floyd. Därefter beordrade Purvis honom att skjuta ett skott från nära håll.
Floyds kropp visades upp för allmänheten i Sallisaw i Oklahoma. På hans begravning i Akins i Oklahoma deltog mellan 20 000 och 40 000 människor vilket är den största begravningsceremonin i Oklahomas historia.

## Arv
Floyd fick sitt öknamn av prostituerade i Mellanvästern eftersom han ständigt kammade sin pompadourfrisyr. Han hatade sitt öknamn så mycket att han, enligt legenden, dödade två män som kallade honom för Pretty Boy och hans sista ord var jag heter Charles Arthur Floyd!
Fem år efter hans död skrev Woody Guthrie en ballad som romantiserade hans kriminella liv. Balladen har framförts av flera stora artister inom country och folkmusik. Den spelades in av Bob Dylan på en hyllning till Woody Guthrie 1988 och har även spelats in av The Byrds, Ghost Mice och Arlo Guthrie. Sången handlar om Floyds generositet mot de fattiga och innehåller den berömda textraden:
Some will rob you with a six-gun, and some with a fountain pen.

## Pretty Boy Floyd i musik, litteratur och film
Glamrockbandet Pretty Boy Floyd tog sitt namn efter Charles.
Många böcker har skrivits om Pretty Boy Floyd, bland annat en halvfiktiv biografi av Pulitzerprisvinnarna Larry McMurtry och Diana Ossana 1994.
På film har Floyd spelats av bland andra John Ericson, Steve Kanaly, Martin Sheen och Channing Tatum.